# Багиса, Педро
Педро Багиса (исп. Pedro P. Baguisa, 31 января 1952, Кабанатуан, провинция Нуэва-Эсиха — 29 мая 2009, Антиполо, провинция Рисаль) — филиппинский политик, генеральный секретарь Коммунистической партии Филиппин (PKP-1930) с 1993 года.

## Биография
В 1969 вступил в Независимую ассоциацию филиппинской молодежи (таг. Malayang Pagkakaisa ng Kabataang Pilipino, MPKP), запрещенную во время диктатуры. Член Компартии с 1970, делегат VI съезда КПФ (Санта-Мария, провинция Булакан, январь 1973). В июне 1976 руководил созданием и возглавил Ассоциацию содействия прогрессу филиппинской молодежи (Samahan sa Ika-uunlad ng Kabataang Pilipino, SIKAP). Получил высшее экономическое образование в Университете Востока в Маниле.
На VII съезде Компартии (Малолос / Кесон-Сити, 30-31 июля 1977) Багиса был избран членом Центрального комитета КПФ. На IX съезде (Кабиао, провинция Нуэва-Эсиха, 30 декабря 1986) избран членом Политбюро ЦК. X съезд партии (Кабанатуан, 7 ноября 1993) избрал Багису генеральным секретарем КПФ. Переизбирался на этот пост на XI, XII и XIII съездах (последний прошел 7 ноября 2008 в городе Малолос).
Скончался от почечной недостаточности в больнице города Антиполо.